# Agazio Loiero
Agazio Loiero (né à Santa Severina le 14 janvier 1940) est un homme politique italien, ancien président de la Calabre et ministre du cabinet D'Alema II et du cabinet Amato II.

## Biographie
Diplômé en lettres et philosophie, Agazio Loiero a travaillé comme chroniqueur pour des journaux tels que Il Messaggero, L'Unità et la Gazzetta del Sud.
Agazio Loiero a rejoint la Démocratie Chrétienne et est élu conseiller municipal de Catanzaro. De 1987 à 1994, il siège à la Chambre des députés pour le DC. En 1994 affilié au Pacte pour l'Italie il échoué aux élections.
En 1996, Agazio Loiero rejoint le Centre chrétien-démocrate de Pier Ferdinando Casini et est réélu au Sénat. En 1998, il quitte la coalition Pôle pour les Libertés et rejoint l'Union des Démocrates pour l'Europe. Il est nommé ministre des Relations parlementaires dans le cabinet D'Alema II et ministre des Affaires régionales dans le cabinet Amato II.
En 2001, Agazio Loiero revient à la Chambre des députés, laissant son siège au Parlement lorsque, lors des élections régionales de 2005, il est élu président de la Calabre. Il n'est pas réélu lors des élections régionales de 2010.
En 2007, Agazio Loiero rejoint la direction nationale du Parti démocrate, soutient  Rosy Bindi lors des primaires de 2007. Il  quitte le parti en 2011, critique envers le secrétaire Pier Luigi Bersani, il rejoint le Mouvement pour les Autonomies. Il quitte le mouvement en 2013 lorsqu'il conclut un accord électoral avec la coalition de centre-droit.

### Procédures judiciaires
Avec son prédécesseur Giuseppe Chiaravalloti, Agazio Loiero est concerné  par  l'enquête Why Not, dirigée par le juge Luigi de Magistris, créée pour faire la lumière sur des allégations d'actes répréhensibles dans la gestion des fonds publics pour le développement de la Calabre. Loiero est inculpé du délit d' abus de pouvoir mais en 2013 il est absous par la Cour de cassation « pour ne pas avoir commis le fait ».